# Weltermolen
De Weltermolen is een watermolen in Heerlen.
De molen is een middenslagmolen en staat aan de rand van de Weltervijver aan de Welterkerkstraat in de wijk Welten. De watermolen wordt gevoed door de Geleenbeek. Stroomafwaarts op deze beek stond de Eikendermolen.

## Geschiedenis
De watermolen wordt reeds in 1381 genoemd en heeft toebehoord aan het kasteel Strijthagen, ook Huis te Welten genoemd. De molen is gerestaureerd in 1982. In de Franse tijd was het complex eigendom van Philippe Henri Veugen en Jean Godefroid Veugen.

## Bouw
De tegenwoordige molen heeft een mansardedak, dakkapellen en een toren. Naast de molen is een woonhuis gelegen, eveneens gedekt met een mansardedak en twee schuren als bijgebouwen.
Op bezoekersdagen is de molen in gebruik.

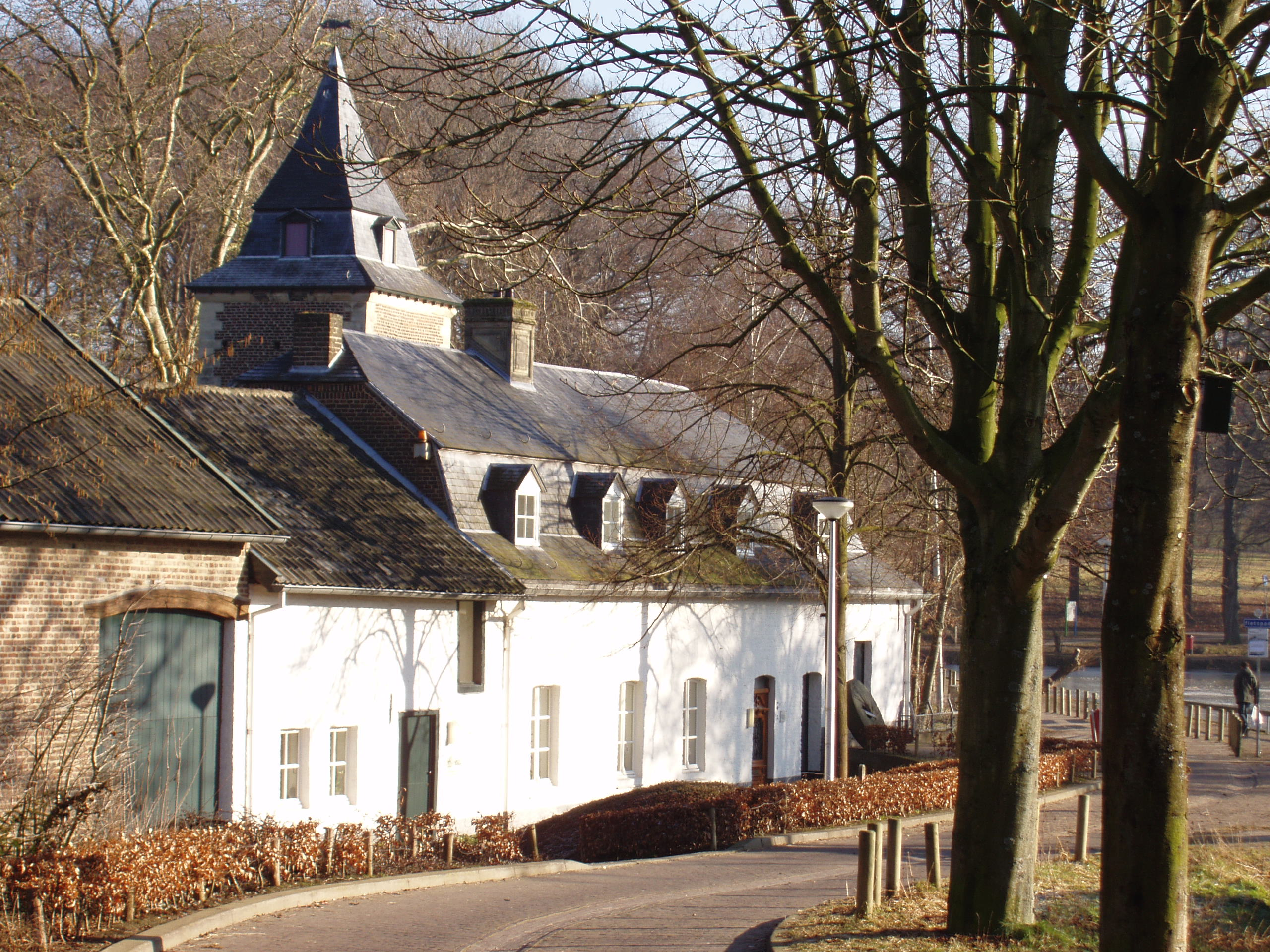
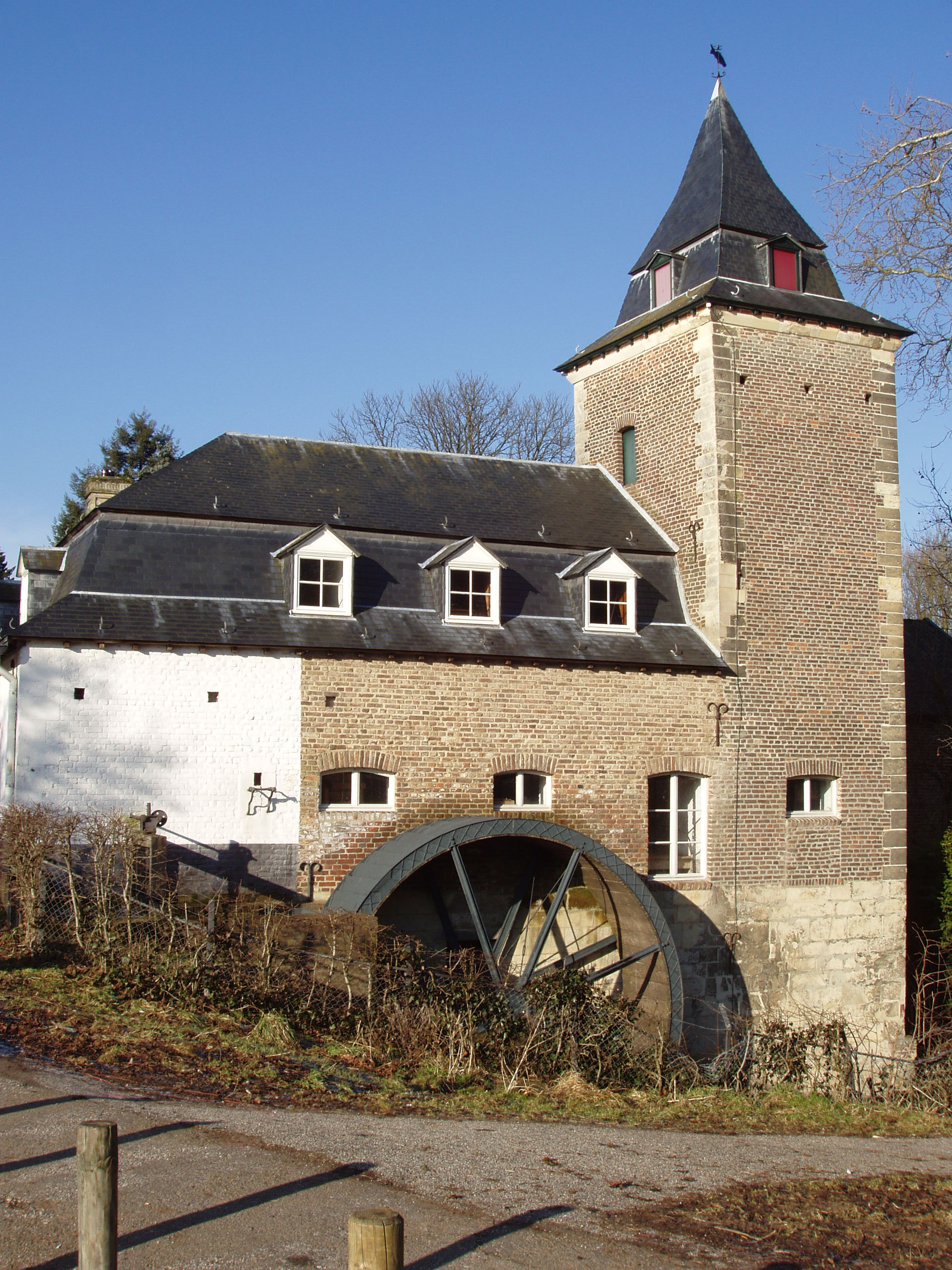
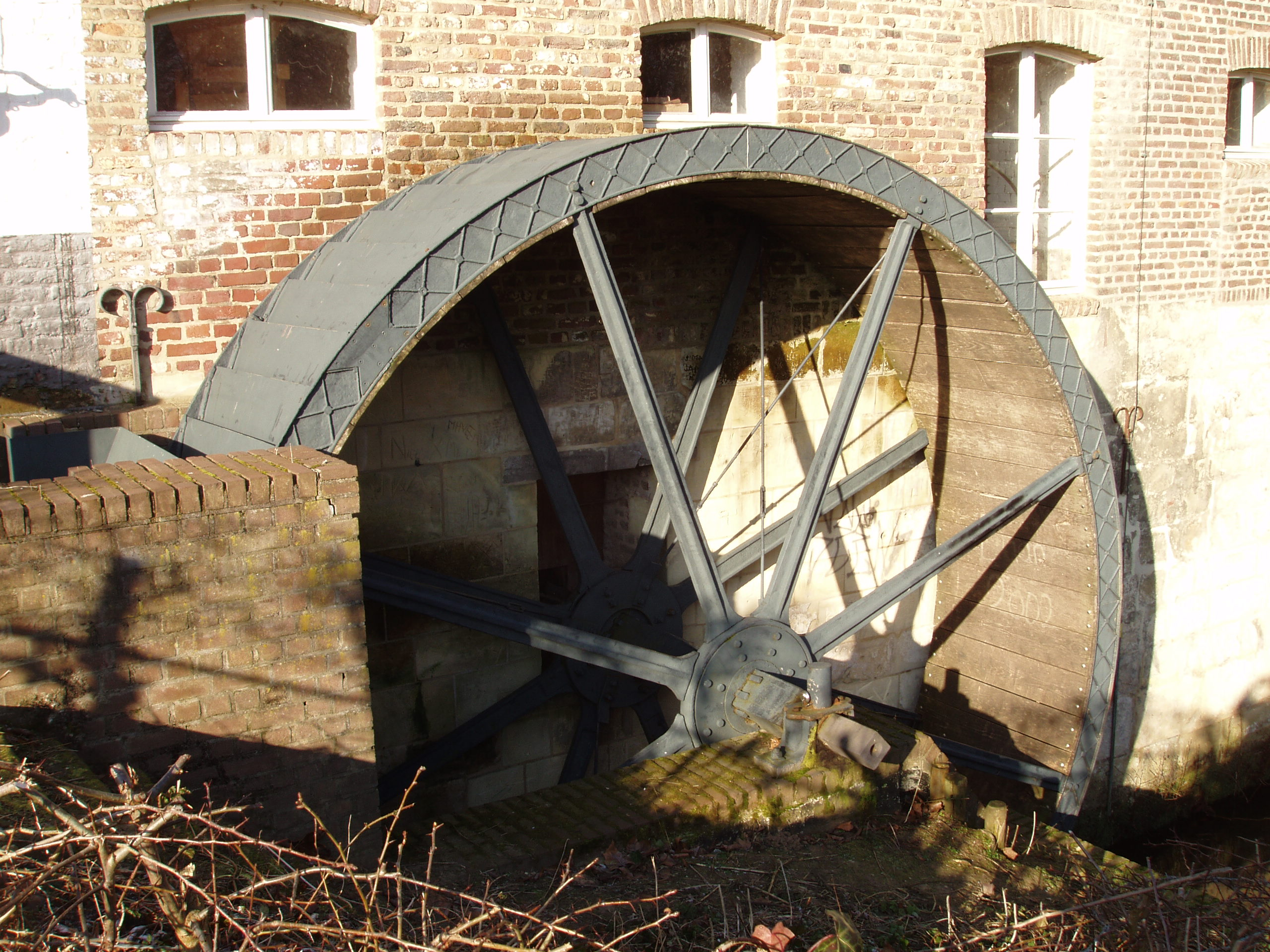
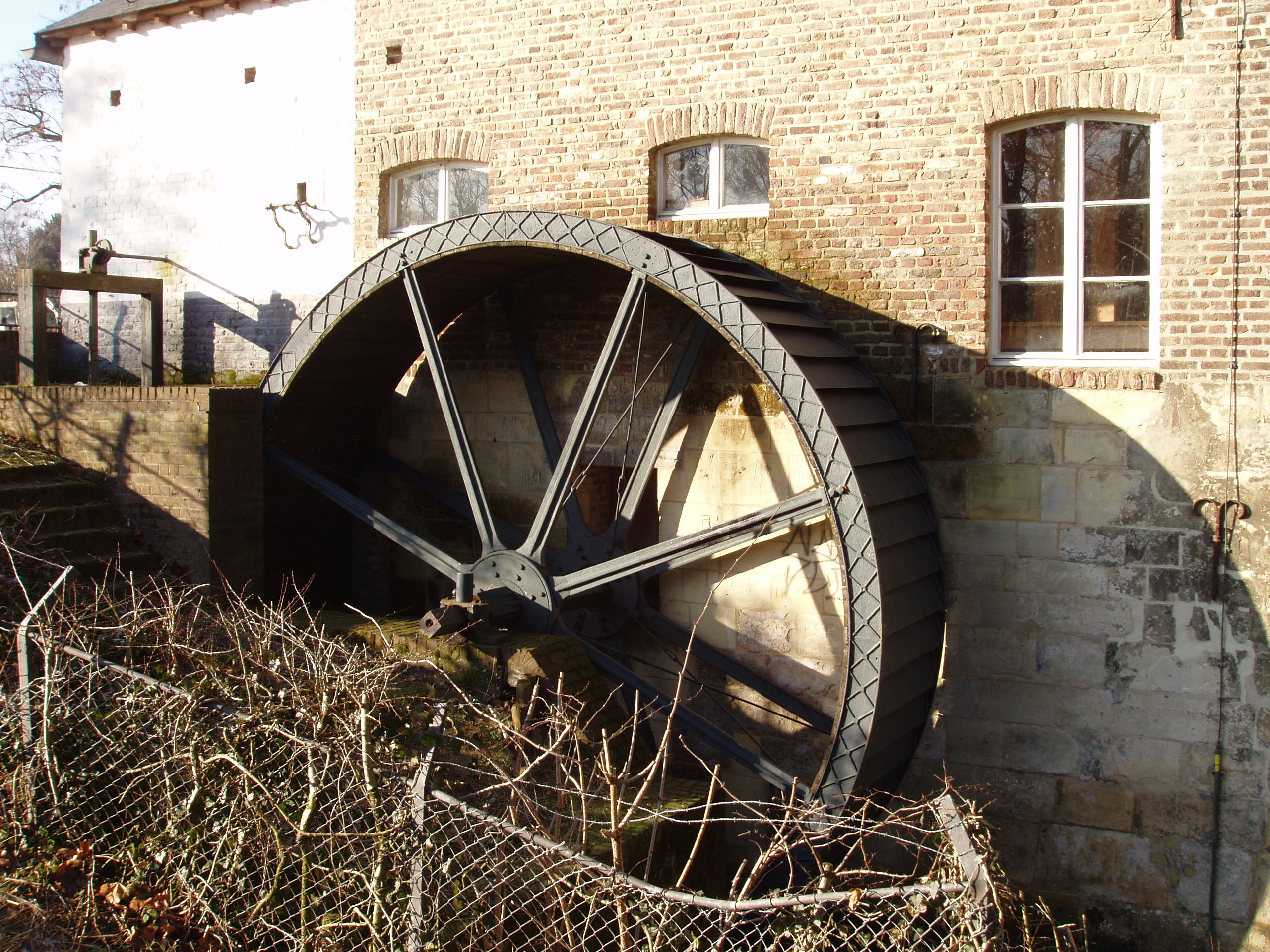